# 萨洛米讷
萨洛米讷（法語：Sallaumines，法語發音：[salomin]）是法国上法蘭西大區加来海峡省的一个市镇，属于朗斯区。

## 地理
萨洛米讷（50°25'11"N, 2°51'44"E）面积3.82 平方千米，位于法国上法蘭西大區加来海峡省，该省份为法国北部沿海省份，西北濒北海，南至索姆省，东临北部省。
与萨洛米讷接壤的市镇（或旧市镇、城区）包括：努瓦耶勒苏朗斯、阿维翁、富基耶尔莱朗斯、朗斯、卢瓦松苏朗斯、梅里库尔。
萨洛米讷的时区为UTC+01:00、UTC+02:00（夏令时）。

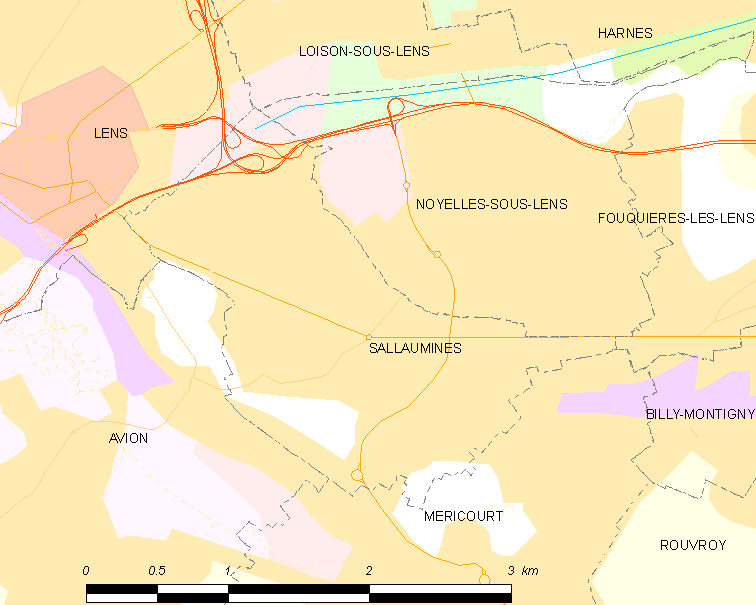
萨洛米讷的OSM定位图

## 行政
萨洛米讷的邮政编码为62430，INSEE市镇编码为62771。

## 政治
萨洛米讷所属的省级选区为阿维翁县。

## 人口

1962-2008年间萨洛米讷人口变化图示

萨洛米讷于2022年1月1日时的人口数量为9633人。